# Fed Cup 2008 Zona Asia/Oceania
La Zona Asia/Oceania (Asia/Oceania Zone) è una delle 3 divisioni zonali nell'ambito della Fed Cup 2008. Essa è a sua volta suddivisa in due gruppi (Group I, Group II) formati da squadre inserite in tali gruppi in base ai risultati ottenuti l'anno precedente.

## Gruppo I
- Girone: National Tennis Development Centre, Bangkok, Thailandia (Cemento)
- Data: Settimana del 28 gennaio

|   | Pool A                   | NZL | AUS | INA | IND |   |                     | Pool B | UZB | TPE | THA | HKG |
| 1 | Nuova Zelanda (2-1, 6 R) |     | 1-2 | 3-0 | 2-1 | 1 | Uzbekistan (3-0)    |        | 2-1 | 2-1 | 2-1 |     |
| 2 | Australia (2-1, 5 R)     | 2-1 |     | 1-2 | 3-0 | 2 | Taipei cinese (2-1) | 1-2    |     | 3-0 | 2-1 |     |
| 3 | Indonesia (2-1, 4 R)     | 0-3 | 2-1 |     | 2-1 | 3 | Thailandia (1-2)    | 1-2    | 0-3 |     | 3-0 |     |
| 4 | India (0-3)              | 1-2 | 0-3 | 1-2 |     | 4 | Hong Kong (0-3)     | 1-2    | 1-2 | 0-3 |     |     |

### Play-offs
| Uzbekistan 2 | National Tennis Development Centre, Bangkok, Thailandia 2 febbraio 2008 Cemento | National Tennis Development Centre, Bangkok, Thailandia 2 febbraio 2008 Cemento | Nuova Zelanda 1 |     |     |  |
| \| \| \| \| 1 \| 2 \| 3 \| \| \| - \| \| --------------------------------------------------------------------- \| --- \| --- \| --- \| \| \| 1 \| \| Iroda Tulyaganova Sacha Jones \| 4 6 \| 6 1 \| 6 2 \| \| \| 2 \| \| Akgul Amanmuradova Marina Eraković \| 4 6 \| 6 7 \| \| \| \| 3 \| \| Akgul Amanmuradova / Iroda Tulyaganova Leanne Baker / Marina Eraković \| 4 6 \| 6 2 \| 7 6 \| \| |                                                                                 |                                                                                 |                 |     |     |  |
| |                                                                                 |                                                                                 | 1               | 2   | 3   |  |
| 1 | Uzbekistan (bandiera) · Nuova Zelanda (bandiera)                                | Iroda Tulyaganova Sacha Jones                                                   | 4 6             | 6 1 | 6 2 |  |
| 2 | Uzbekistan (bandiera) · Nuova Zelanda (bandiera)                                | Akgul Amanmuradova Marina Eraković                                              | 4 6             | 6 7 |     |  |
| 3 | Uzbekistan (bandiera) · Nuova Zelanda (bandiera)                                | Akgul Amanmuradova / Iroda Tulyaganova Leanne Baker / Marina Eraković           | 4 6             | 6 2 | 7 6 |  |

- Uzbekistan avanza al World Group II play-offs.

| Pos.  | Squadra vincitrice | Risultato | Squadra sconfitta |
| ----- | ------------------ | --------- | ----------------- |
| 3°/4° | Taipei cinese      | 3-0       | Australia         |
| 5°/6° | Indonesia          | 2-1       | Thailandia        |
| 7°/8° | India              | 2-1       | Hong Kong         |

- Hong Kong retrocessa nell'Asia/Oceania Group II della Fed Cup 2009.

## Gruppo II
- Girone: National Tennis Development Centre, Bangkok, Thailandia (Cemento)
- Data: Settimana del 28 gennaio

|   | Pool A              | KOR | PHI | SYR |
| 1 | Corea del Sud (2-0) |     | 2-1 | 3-0 |
| 2 | Filippine (1-1)     | 1-2 |     | 3-0 |
| 3 | Siria (0-2)         | 0-3 | 0-3 |     |

|   | Pool B             | KAZ | SIN | TKM | SRI |
| 1 | Kazakistan (3-0)   |     | 3-0 | 3-0 | 3-0 |
| 2 | Singapore (2-1)    | 0-3 |     | 2-1 | 2-1 |
| 3 | Turkmenistan (1-2) | 0-3 | 1-2 |     | 2-1 |
| 4 | Sri Lanka (0-3)    | 0-3 | 1-2 | 1-2 |     |

### Play-offs
| Corea del Sud 2 | National Tennis Development Centre, Bangkok, Thailandia 2 febbraio 2008 Cemento | National Tennis Development Centre, Bangkok, Thailandia 2 febbraio 2008 Cemento | Kazakistan 0 |     |      |             |
| \| \| \| \| 1 \| 2 \| 3 \| \| \| - \| \| -------------------------------------------------- \| --- \| --- \| ---- \| ----------- \| \| 1 \| \| Lee Jin-a Madina Rakhim \| 6 4 \| 4 1 \| \| ritiro \| \| 2 \| \| Lee Ye-ra Amina Rakhim \| 6 3 \| 2 6 \| 7 65 \| \| \| 3 \| \| Lee Jin-a / Lee Ye-ra Amina Rakhim / Madina Rakhim \| \| \| \| non giocato \| |                                                                                 |                                                                                 |              |     |      |             |
| |                                                                                 |                                                                                 | 1            | 2   | 3    |             |
| 1 | Corea del Sud (bandiera) · Kazakistan (bandiera)                                | Lee Jin-a Madina Rakhim                                                         | 6 4          | 4 1 |      | ritiro      |
| 2 | Corea del Sud (bandiera) · Kazakistan (bandiera)                                | Lee Ye-ra Amina Rakhim                                                          | 6 3          | 2 6 | 7 65 |             |
| 3 | Corea del Sud (bandiera) · Kazakistan (bandiera)                                | Lee Jin-a / Lee Ye-ra Amina Rakhim / Madina Rakhim                              |              |     |      | non giocato |

- Corea del Sud promossa all'Asia/Oceania Group I della Fed Cup 2009.

| Pos.  | Squadra vincitrice | Risultato | Squadra sconfitta |
| ----- | ------------------ | --------- | ----------------- |
| 3°/4° | Singapore          | 1-2       | Filippine         |
| 5°/6° | Turkmenistan       | 2-1       | Siria             |